# Кайман (жёлоб)
Жёлоб Кайман (Кайманова впадина, на советских картах 50-х гг. — Впадина Бартлетт) — сложная зона трансформного разлома на дне западной части Карибского моря между Ямайкой и Каймановыми островами. Формирует часть тектонической границы между Северо-Американской и Карибской плитами. Начинается от Наветренного пролива, проходит южнее горной цепи Сьерра-Маэстра на Кубе и далее идёт к Гватемале. Граница плит продолжается по материку (разлом Мотагуа) и затем по дну Тихого океана, формируя Средне-Американский жёлоб.
Жёлоб Кайман вытянут с северо-востока на юго-запад, максимальная его глубина составляет 7686 м (7090 м, «Атлас океанов», 1980г). Жёлоб является самой глубокой точкой Карибского моря.
Действие фантастического фильма 1989 года «Бездна» происходит в глубинах жёлоба Кайман.